# 陳惟華
陳惟華（1956年7月5日—），出身於高雄市內惟的醫師，曾獲內政部全國好人好事「八德獎」。

## 生平
畢業於國防醫學院74期，1994年英國牛津大學頒授博士學位，回國後國防醫學院聘為醫學系副教授，建立臍帶間葉幹細胞庫(cord mesenchymal stem cell)，擔任國科會多年期的研究計畫。1996年臺大醫院合聘為綜合診療部兼任主治醫師，提供整合性門診服務。
歷任衛生署藥物審議委員會審查專家和醫院評鑑委員。2000年三總搬遷至內湖，任三總汀州院區第一任主任。2004年負責考試院國家醫師高考命題及審查事務；同年11月國軍基隆醫院由三軍總醫院承接，成立三軍總醫院基隆分院，擔任首任院長。現任癌症關懷基金會顧問及德國POLYGREEN醫療顧問。

## 著作
- 《關鍵飲食》（台北 : 書泉出版社，2016） ISBN 978-986-6614-94-1
- 《心律變異HRV與自律神經ANS》（台北 : 台灣科學地，2022） ISBN 978-626-95900-0-1